# 田幸村
田幸村（たこう そん / むら）は、広島県双三郡にあった村。現在の三次市の一部にあたる。

## 地理
三次盆地の東南部、三波羅川の下流域に位置していた。

## 歴史
- 1889年（明治22年）4月1日、町村制の施行により、三谿郡大田幸村、小田幸村、志幸村、木乗村が合併して村制施行し、田幸村が発足[1][2]。旧村名を継承した大田幸、小田幸、志幸、木乗の4大字を編成[2]。
- 1891年（明治24年）6月10日、三谿郡川西村大字糸井を編入[1][2]。5大字となる[2]。
- 1898年（明治31年）10月1日、郡の統合により双三郡に所属[1][2]。
- 1954年（昭和29年）3月31日、双三郡三次町、十日市町、酒河村、河内村、和田村、神杉村、粟屋村と合併し、市制施行して三次市を新設して廃止された[1][2]。

### 地名の由来
合併村のうち大田幸が最大で、同村の通称が田幸であったため。

## 産業
- 農業、養蚕[3]

## 交通

### 鉄道
- 1922年（大正11年）芸備鉄道（現芸備線）開通し田幸駅開設[2]。1934年（昭和9年）田幸駅を塩町駅に改称[2]。

## 教育
- 1902年（昭和35年）当村に和田・神杉・田幸三ケ村立塩町高等小学校開校[2]。1917年（大正6年）同校は田幸小学校に合併[2]。
- 1920年（大正9年）大字大田幸字塩町に双三郡立高等実習補習学校が開校[2]。その後、1928年（昭和3年）県立双三実業学校、1948年（昭和23年）県立双三高等学校、1949年（昭和24年）県立塩町高等学校（現広島県立三次青陵高等学校）と変遷[2]。
- 1947年（昭和22年）田幸中学校開校[2]。1948年（昭和23年）田幸・和田・神杉三ケ村立塩町中学校に改称し、1953年（昭和28年）和田・神杉両分校を統合した[2]。

## 出身人物
- 森保祐昌（弁護士、衆議院議員）